# Лончар, Степан
Степан Лончар (босн. Stjepan Lončar; родился 10 ноября 1996 года, Мостар, Босния и Герцеговина) — боснийский футболист, полузащитник клуба «Лех».

## Клубная карьера
Лончар — воспитанник клуба «Широки-Бриег». 24 июля 2016 года в матче против «Витеза» он дебютировал в чемпионате Боснии и Герцеговины. В 2017 году Лончар помог клубу завоевать Кубок Боснии и Герцеговины. 4 ноября в поединке против «Челика» Стипе забил свой первый гол за «Широки-Бриег». Летом 2018 года Лончар перешёл в хорватский клуб «Риека», подписав контранкт на 3 года. В матче против «Рудеша» он дебютировал в чемпионате Хорватии. 10 февраля 2019 года в поединке против «Интера» (Запрешич) Стипе забил свой первый гол за «Риеку». В том же году он помог команде завоевать Кубок Хорватии.

## Международная карьера
1 февраля 2018 года в товарищеском матче против сборной Мексики Лончар дебютировал за сборную Боснии и Герцеговины.

## Достижения
Клубные
«Широки-Бриег»
- Обладатель Кубка Боснии и Герцеговины — 2016/2017

«Риека»
- Обладатель Кубка Хорватии — 2018/2019